# Sociedad Interamericana de Prensa
La Sociedad Interamericana de Prensa (SIP), es una asociación de propietarios, editores y directores de diarios, periódicos y agencias informativas de América. Los integrantes de la SIP representan más de 1300 periódicos y revistas.
Fue creada en 1943 en La Habana, como resultado de la Comisión Permanente del II Congreso Panamericano de Periodistas en la Ciudad de México en 1942. Promueve una amplia gama de galardones y todos los años otorga el "Premio SIP a la Libertad de Prensa".

## Finalidad
Según su página oficial, sus objetivos son defender la libertad de prensa, la dignidad y los derechos de los periodistas y promover un mayor intercambio de información entre la sociedad, entre otros.
La SIP se dedica también a denunciar casos en los que considera que existe una violación a la libertad de prensa o amenazas y agresiones a periodistas o medios de comunicación, así como a brindar apoyo a algunos periodistas encarcelados por ejercer su profesión, con visitas a la cárcel y mediante el apoyo directo a sus familiares. Para eso organiza seminarios, conferencias y foros de emergencia conformados por delegaciones internacionales.[cita requerida]
Recién cuando se llevó a cabo la XVIII Asamblea de la SIP en Santiago de Chile los directores de diarios del continente se conocieron entre sí.
Además otorga becas a periodistas y fotógrafos, promueve la acreditación de las facultades de Comunicación y Periodismo en América Latina, entrena periodistas, reporteros, fotógrafos, gerentes, editores y ejecutivos de medios de comunicación y hace conferencias sobre soluciones a lo que supone que represente una impunidad en cuanto a la participación del poder judicial, legislativo, otros líderes políticos y representantes de la sociedad civil.

## Críticas
La SIP ha sido cuestionada debido a que representaría los intereses de los grupos económicos propietarios de los medios informativos y no tendería a la defensa de los periodistas o la libertad de expresión. En 2005, el entonces presidente argentino Néstor Kirchner fue muy crítico en el mismo sentido, y sostuvo que la principal prioridad de la SIP "es cuidar los intereses de los diarios de mayor circulación". Recordó que, en el congreso celebrado por el organismo en 1980, no hicieron mención a la censura que tuvo lugar en Argentina durante la dictadura. Kirchner destacó además el caso de Danilo Arbilla, expresidente de la SIP, quien se desempeñó como jefe de prensa de la dictadura uruguaya. Durante la gestión de Arbilla, se efectuaron numerosas clausuras de medios de comunicación, y muchos periodistas fueron encarcelados y torturados.
Juan Alberto Bozza, profesor de la Universidad Nacional de La Plata, aseguró además que la SIP fue una trinchera anticomunista en los años 1970 y que estuvo aliada con los gobiernos norteamericanos. La periodista Sandra Russo cuestionó que la SIP no haya denunciado la muerte de más de 23 periodistas tras el golpe de Estado en Honduras de 2009.

## Presidentes
- 1949-1950: Carlos Mantilla Ortega (El Comercio - Ecuador)
- 1950-1951: Tom Wallace (Louisville Times - Estados Unidos)
- 1951-1952: Luis Franzini (El Día - Uruguay)
- 1952-1953: John S. Knight (Miami Herald - Estados Unidos)
- 1953-1954: Miguel Lanz Duret (El Universal - México)
- 1954-1955: Paulo Bittencourt (Correio da Manha - Brasil)
- 1955-1956: James G. Stahlman (The Nashville Banner - Estados Unidos)
- 1956-1957: Guillermo Martínez Márquez (El País - Cuba)
- 1957-1958: John T. O'Rourke (The Washington Daily News - Estados Unidos)
- 1958-1959: Alberto Gainza Paz (La Prensa - Argentina)
- 1959-1960: William H. Cowles (The Spokesman-Review - Estados Unidos)
- 1960-1961: Richard Castro Béeche (La Nación - Costa Rica)
- 1961-1962: Andrew Heiskell (Time - Estados Unidos)
- 1962-1963: Rómulo O'Farrill Jr. (Novedades de México - México)
- 1963-1964: John R. Reitemeyer (The Hartford Courant - Estados Unidos)
- 1964-1965: Pedro Beltrán Espantoso (La Prensa - Perú)
- 1965-1966: Jack R. Howard (Scripps-Howard Newspapers - Estados Unidos)
- 1966-1967: Júlio de Mesquita (O Estado de S Paulo - Brasil)
- 1967-1968: Lee Hills (Knight Ridder Newsp - Estados Unidos)
- 1968-1969: Agustín Edwards Eastman (El Mercurio - Chile)
- 1969-1970: James S. Copley (Copley Newspaper - Estados Unidos)
- 1970-1971: M.F. do Nascimento Brito (Jornal do Brasil - Brasil)
- 1971-1972: John C.A.Watkins (The Providence Journal - Estados Unidos)
- 1972-1973: Rodrigo Madrigal Nieto (La República - Costa Rica)
- 1973-1974: Robert U. Brown (Editor & Publisher - Estados Unidos)
- 1974-1975: Júlio de Mesquita (O Estado de S Paulo - Brasil)
- 1974-1975: Robert U. Brown (Editor & Publisher - Estados Unidos)
- 1974-1975: Júlio de Mesquita (O Estado de S Paulo - Brasil)
- 1975-1976: Raymond E. Dix (The Wooster Daily - Estados Unidos)
- 1976-1977: Juan S. Valmaggia (La Nación - Argentina)
- 1977-1978: Argentina Hills (El Mundo - Puerto Rico)
- 1978-1979: Germán E. Ornés (El Caribe - República Dominicana)
- 1979-1980: George Beebe (Miami Herald - Estados Unidos)
- 1980-1981: Luis T. Núñez (El Universal - Venezuela)
- 1981-1982: Charles E. Scripps (Scripps-Howard - Estados Unidos)
- 1982-1983: Andrés García Lavín (Novedades de Yucatán - México)
- 1983-1984: Horacio Aguirre (Diario Las Américas - Estados Unidos)
- 1984-1985: Máximo Gainza  (La Prensa - Argentina)
- 1985-1986: Edward H. Harte (Corpus Christi - Estados Unidos)
- 1986-1987: Alejandro Miró Quesada Garland (El Comercio - Perú)
- 1987-1988: Ignacio E. Lozano Jr.  (La Opinión - Estados Unidos)
- 1988-1989: Manuel J. Jiménez (La Nación - Costa Rica)
- 1989-1990: Edward Seaton (Seaton News - Estados Unidos)
- 1990-1991: Júlio C.F. de Mesquita (O Estado de S Paulo - Brasil)
- 1991-1992: James McClatchy (The McClatchy Company - Estados Unidos)
- 1992-1993: Alejandro Junco de la Vega (El Norte & el Sol - México)
- 1993-1994 :A.Roy Megarry (The Globe & Mail - Canadá)
- 1994-1995: Raúl E. Kraiselburd (El Día - Argentina)
- 1995-1996: David Lawrence Jr (Miami Herald - Estados Unidos)
- 1996-1997: Luis Gabriel Cano Isaza (El Espectador - Colombia)
- 1997-1998: Oliver F. Clarke (The Gleaner - Jamaica)
- 1998-1999: Jorge E. Fascetto (Popular - Argentina)
- 1999-2000: Tony Pederson (Houston Chronicle - Estados Unidos)
- 2000-2001: Danilo Arbilla (Búsqueda - Uruguay)
- 2001-2002: Robert J. Cox (The post and courier - Estados Unidos)
- 2002-2003: Andrés García G. (Novedades de Quintana Roo - México)
- 2003-2004: Jack Fuller (Tribune Publishing - Estados Unidos)
- 2004-2005: Alejandro Miró Quesada Cisneros (El Comercio - Perú)
- 2005-2006: Diana Daniels (The Washington Post - Estados Unidos)
- 2006-2007: Rafael Molina (El Día - República Dominicana)
- 2007-2008: Earl Maucker (Sun-Sentinel - Estados Unidos)
- 2008-2009: Enrique Santos Calderón (El Tiempo - Colombia)
- 2009-2010: Alejandro J. Aguirre (Diario Las Américas - Estados Unidos)
- 2010-2011: Gonzalo Marroquín (Siglo 21 - Guatemala)
- 2011-2012: Milton Coleman (The Washington Post - Estados Unidos)
- 2012-2013: Jaime Mantilla (Hoy - Ecuador)
- 2013-2014: Elizabeth Ballantine (The Durango Herald - Estados Unidos)
- 2014-2015: Gustavo Mohme Seminario (La República - Perú)
- 2015-2016: Pierre Manigault (Evening Post Publishing Newspaper Group - Estados Unidos)
- 2016-2017: Matthew Sander (Deseret Digital Media - Estados Unidos)
- 2017-2018: Gustavo Mohme Seminario (La República - Perú)
- 2018-2019: María Elvira Domínguez Lloreda (El País - Colombia)
- 2019-2020: Christopher Barnes (The Gleaner - Jamaica)
- 2020-presente: En vacancia